# Vĩnh Thuận, Tương Tây
Vĩnh Thuận (chữ Hán giản thể: 永顺县) là một huyện thuộc Châu tự trị dân tộc Thổ Gia, Miêu Tương Tây, tỉnh Hồ Nam. Cộng hòa Nhân dân Trung Hoa. Huyện này có diện tích 3809 ki-lô-mét vuông, dân số năm 2004 là 491.640 người, trong đó dân số phi nông nghiệp là 62.722 người, dân tộc thiểu số là 421.674 người, trong đó người Thổ Gia có 373.455 người, dân tộc Miêu có 45.656 người. Chính quyền huyện đóng ở trấn Linh Khê. Mã số bưu chính là 4167xx, mã vùng điện thoại là 0730. Địa hình khu vực này chủ yếu là núi non, nằm ở dãy núi Vũ Lăng. Điểm cao nhất có độ cao 1438 m, điểm thấp nhất tại Dậu Thủy với độ cao 119 m trên mực nước biển.